# Brnjača

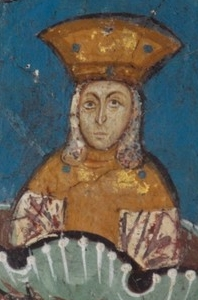
Brnjača

Brnjača (cirílico serbio: Брњача) fue una princesa serbia nacida en torno a 1253. Era hija del rey Esteban Uroš I de Serbia y la reina Helena de Anjou; y hermana de Esteban Dragutin y Esteban Uroš II Milutin. Aparece en un fresco en el nártex del Monasterio de Visoki Dečani de 1264. Era monja y está enterrada en el Monasterio de Gradac.